# Tragocephala univittipennis
Tragocephala univittipennis là một loài bọ cánh cứng trong họ Cerambycidae.